# 艾伯特·卢图利
艾伯特·约翰·卢图利（Albert John Lutuli，1898年—1967年7月21日），祖鲁语名Mvumbi，是一位南非籍教師和政治家。卢图利曾任南非非洲人国民大会（ANC）党主席，领导反对南非白人少数派政府的斗争。他因非暴力的反对种族隔离，於1961年獲得1960年度的诺贝尔和平奖。他是获该奖的第一个非洲人以及欧美以外的第一人。1960年获得诺贝尔和平奖。
他生于罗得西亚。自幼随母回南非纳塔尔省格劳特维尔居住。亚当斯学院毕业后留校任教十五年。1935年回格劳特维尔当部族酋长，曾采取一些改进措施，发展糖业生产，并协助组织农民协会。1946年加入非洲人国民大会。1952年当选为非洲人国民大会主席。因积极参加反对种族隔离的政治活动，被当局撤销酋长职务，还被剥夺旅行和集会的自由。1956年又以“叛国罪”被捕，次年获释。1958年重新当选为非洲人国民大会主席。1960年南非当局取缔非洲人国民大会，他再次被捕。1961年10月获诺贝尔和平奖金。1963年又遭当局软禁，被剥夺言论自由。曾任世界和平理事会理事。1967年被火车撞死。著有《让我的人民前进》一书。